# Sông Thanh Hà
Sông Thanh Hà là một con sông đổ ra Sông Đáy. Sông có chiều dài 19 km và diện tích lưu vực là km². Sông Thanh Hà chảy qua các tỉnh Hà Nội, Hòa Bình.